# Sobiesław I czeski
Sobiesław I (cz. Soběslav I.; ur. 1086-1087, zm. 14 lutego 1140 w Hostinném) – książę Czech z dynastii Przemyślidów od 12 kwietnia 1125 do śmierci.
Sobiesław był najmłodszym synem Wratysława II i jego trzeciej żony Świętosławy/Swatawy. Na temat jego młodości nie zachowały się informacje. W 1107 po przejęciu władzy przez Świętopełka udał się wraz z obalonym księciem Borzywojem II na emigrację do Polski. Dwa lata później, po śmierci Świętopełka poparł Borzywoja II i przyprowadził mu na pomoc polskie wojska dowodzone przez Bolesława Krzywoustego. Borzywoj jednak odesłał Polaków do domu. Wkrótce król niemiecki Henryk V wezwał do siebie Borzywoja II i rywalizującego z nim Władysława I, by rozstrzygnąć ich spór. Książęta przybyli do Rokycan koło Starego Pilzna. Tam władca Niemiec uwięził Borzywoja umożliwiając Władysławowi I objęcie władzy. Sobiesław wrócił do Polski. We wrześniu 1110 Bolesław Krzywousty najechał na Czechy. W wyprawie wziął udział Sobiesław. W wyniku tej wyprawy Władysław I wydzielił bratu w 1111 Žatec jako dzielnicę.
18 czerwca 1113 Sobiesław I polecił zamordować palatyna Vacka, który doradzał Władysławowi I by uwięził brata. Sobiesław uciekł do Polski tracąc dzielnicę. W 1114 wraz z polskim wojskiem najechał na Kłodzko. Dzięki pośrednictwu Krzywoustego w marcu 1115 pojednał się z bratem otrzymując od niego Hradec Králové. Jeszcze w tym samym miesiącu Władysław I wymienił je na księstwo brneńskie. Około 1120 (wg starszej literatury w 1122) Sobiesław poślubił Adelajdę, córkę węgierskiego księcia Almosa. W 1123 Władysław I pozbawił go księstwa brneńskiego, które przekazał Ottonowi II Czarnemu, który miał zostać jego następcą.
W 1125 pod wpływem matki Świętosławy (Swatawy) i biskupa Ottona z Bambergu umierający Władysław I pojednał się z Sobiesławem, co umożliwiło temu drugiemu objęcie władzy. W tej sytuacji Otto II Czarny zbiegł do Niemiec i zwrócił się o pomoc do króla Lotara III. Wojska niemieckie wkroczyły do Czech. Doszło do bitwy pod Chlumcem, w której zwyciężył Sobiesław I, a Otto II Czarny poległ. Sobiesław po bitwie zawarł porozumienie z pokonanym władcą Niemiec i od tej pory był jego sojusznikiem.
W 1130 wydał przywilej dla kanoników wyszehradzkich.
W 1130 książę odkrył spisek na swoje życie zawiązany przez biskupa praskiego Menharta (przebywał wówczas w Ziemi Świętej) i księcia Brzetysława (syna Brzetysława II). Większość spiskowców została po procesie stracona, książę Brzetysław został oślepiony. Sobiesław usiłował także bezskutecznie usunąć z urzędu biskupa Menharta.
W 1132 Sobiesław I znalazł się w konflikcie z Bolesławem Krzywoustym. Czeski książę popierał króla węgierskiego Belę II Ślepego. Jego rywala Borysa wspierał Krzywousty. W latach 1132–1134 Sobiesław dokonał serii niszczycielskich najazdów na Śląsk.
30 maja 1137 zawarł z Krzywoustym porozumienie, kończące polsko-czeską wojnę o Śląsk. Śląsk pozostał przy Polsce, ziemia kłodzka, Śląsk Opawski i Karniowski przy Czechach.
W lutym 1137 ustanowił swojego nieletniego syna Władysława księciem ołomunieckim. Planował mu przekazać władzę w Czechach po swojej śmierci. W 1138 poparł nowego władcę Niemiec Konrada III.
Sobiesław ożenił się z Adelajdą, córką węgierskiego księcia Almosa. Z tego małżeństwa pochodzili:
- Władysław, książę na Ołomuńcu
- Maria, od 1138 żona Leopolda IV, margrabiego Austrii,
- Sobiesław II, ur. 1128(?), zm. 29 stycznia 1180, książę Czech od 1173,
- Oldrzych, ur. 1134, zm. 18 października 1177, książę ołomuniecki,
- Wacław II, ur. 1137, zm. po 1192, książę brneński, ołomuniecki i czeski

| 4. Brzetysław I           |  |                        |  |  |                |
|                           |  | 2. Wratysław II        |  |  |                |
| 5. Judyta ze Schweinfurtu |  |                        |  |  |                |
|                           |  |                        |  |  | 1. Sobiesław I |
| 6. Kazimierz I Odnowiciel |  |                        |  |  |                |
|                           |  | 3. Świętosława Swatawa |  |  |                |
| 7. Dobroniega Maria       |  |                        |  |  |                |
|                           |  |                        |  |  |                |